# Bidi-Mossi
Pour les articles homonymes, voir Bidi (homonymie).
Ne doit pas être confondu avec Bidi-Silmimossi.
Bidi-Mossi est une commune rurale située dans le département de Koumbri de la province du Yatenga dans la région Nord au Burkina Faso.

## Géographie
Située au nord du département en zone sahélienne, Bidi Mossi se trouve à 12 km au nord de Koumbri, le chef-lieu du département, et à 45 km d'Ouahigouya la capitale régionale.

## Santé et éducation
Bidi-Mossi accueille un centre de santé et de promotion sociale (CSPS) tandis que le centre hospitalier régional (CHR) se trouve à Ouahigouya.
Le village possède une école primaire publique.